# Rosa sericea
Espèce
Classification phylogénétique
Le rosier soyeux (Rosa sericea) est une espèce de plantes à fleurs de la famille des Rosaceae. C'est un rosier de la section des Pimpinellifoliae, originaire du sud-ouest de la Chine (Guizhou, Sichuan, Tibet, Yunnan), du Bhoutan, du nord de l'Inde (Sikkim) et du Myanmar. Il pousse en montagne à des altitudes comprises entre 2 000 et 4 400 mètres.

## Description
C'est un arbrisseau qui peut atteindre deux mètres de haut, souvent très épineux. Les feuilles, caduques, ont de 4 à 8 cm de long, et sont composés de 7 à 11 folioles au bord serré. Les fleurs, de 2,5 à 5 cm de diamètre, sont blanches et, fait exceptionnel chez les rosiers, ont seulement quatre pétales. Les fruits, de 8 à 15 mm de diamètre, sont rouges à maturité et portent les quatre sépales persistants.

## Taxinomie
Il existe quatre formes botaniques de cette espèce :
- Rosa sericea f. sericea.
- Rosa sericea f. glandulosa T.T.Yü & T.C.Ku.
- Rosa sericea f. glabrescens Franchet.
- Rosa sericea f. pteracantha Franchet.

L'espèce voisine Rosa omeiensis est parfois traitée comme une sous-espèce de Rosa sericea.

### Liste des sous-espèces et variétés
Selon The Plant List (8 octobre 2016) :
- sous-espèce Rosa sericea subsp. omeiensis (Rolfe) A.V.Roberts

Selon Tropicos (8 octobre 2016) (Attention liste brute contenant possiblement des synonymes) :
- sous-espèce Rosa sericea subsp. omeiensis (Rolfe) A.V.Roberts
- variété Rosa sericea var. morrisonensis (Hayata) Masam.

## Utilisation
- La forme Rosa sericea f. pteracantha est cultivée comme plante ornementale pour ses grands aiguillons rouges et brillants.
- Rosa sericea pteracantha attrosanguinea a des fruits noirs
- 'Red Wing' hybride Rosa sericea pteracantha  × Rosa hugonis aux fleurs simples jaune crème
- 'Healther Muir' créé en 1957 à longue floraison de fleurs blanches simples
- 'Hildcote Gold' créé en 1948, aux bouquets de fleurs simples jaunes[3].

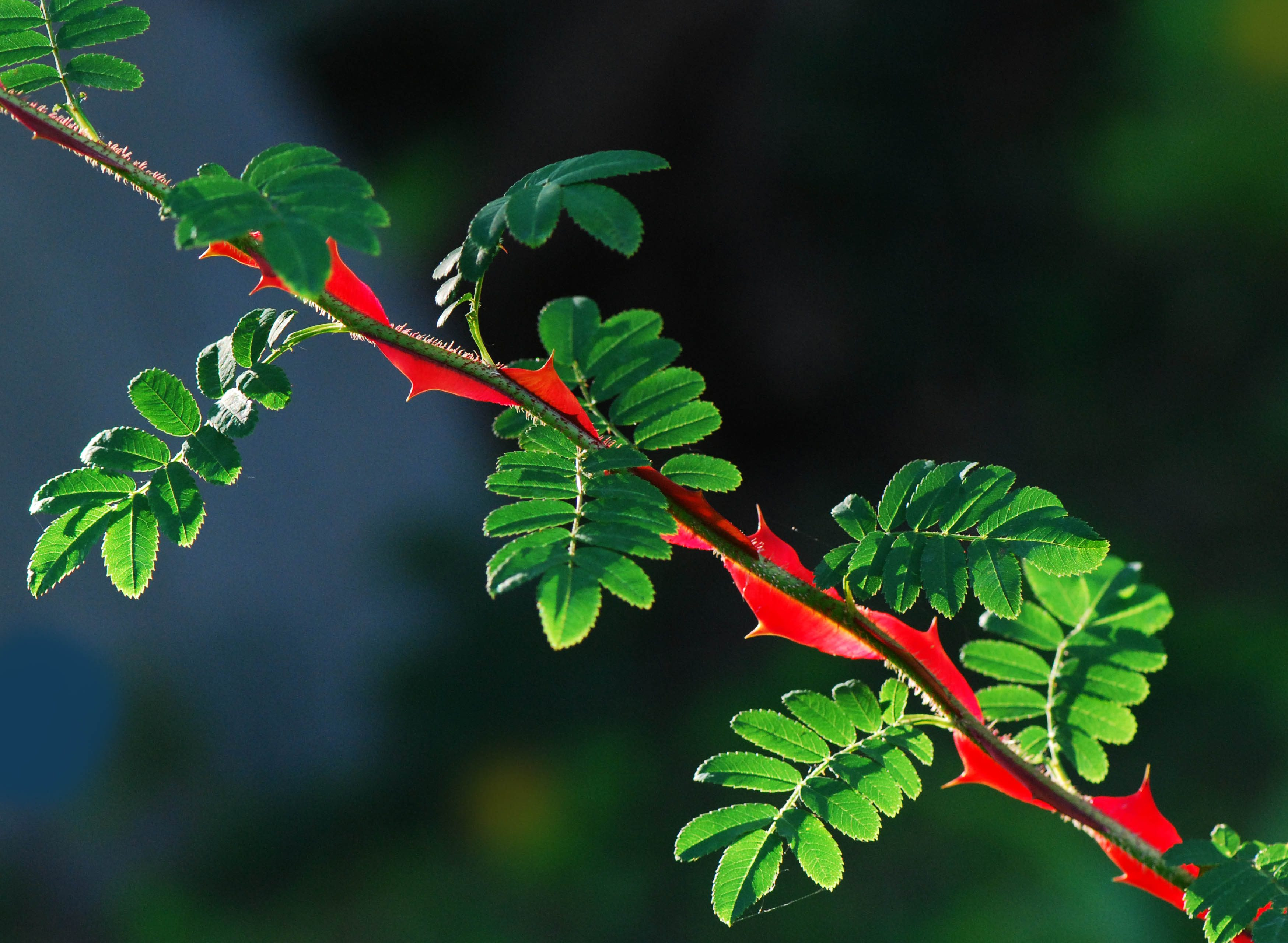
Aiguillons.
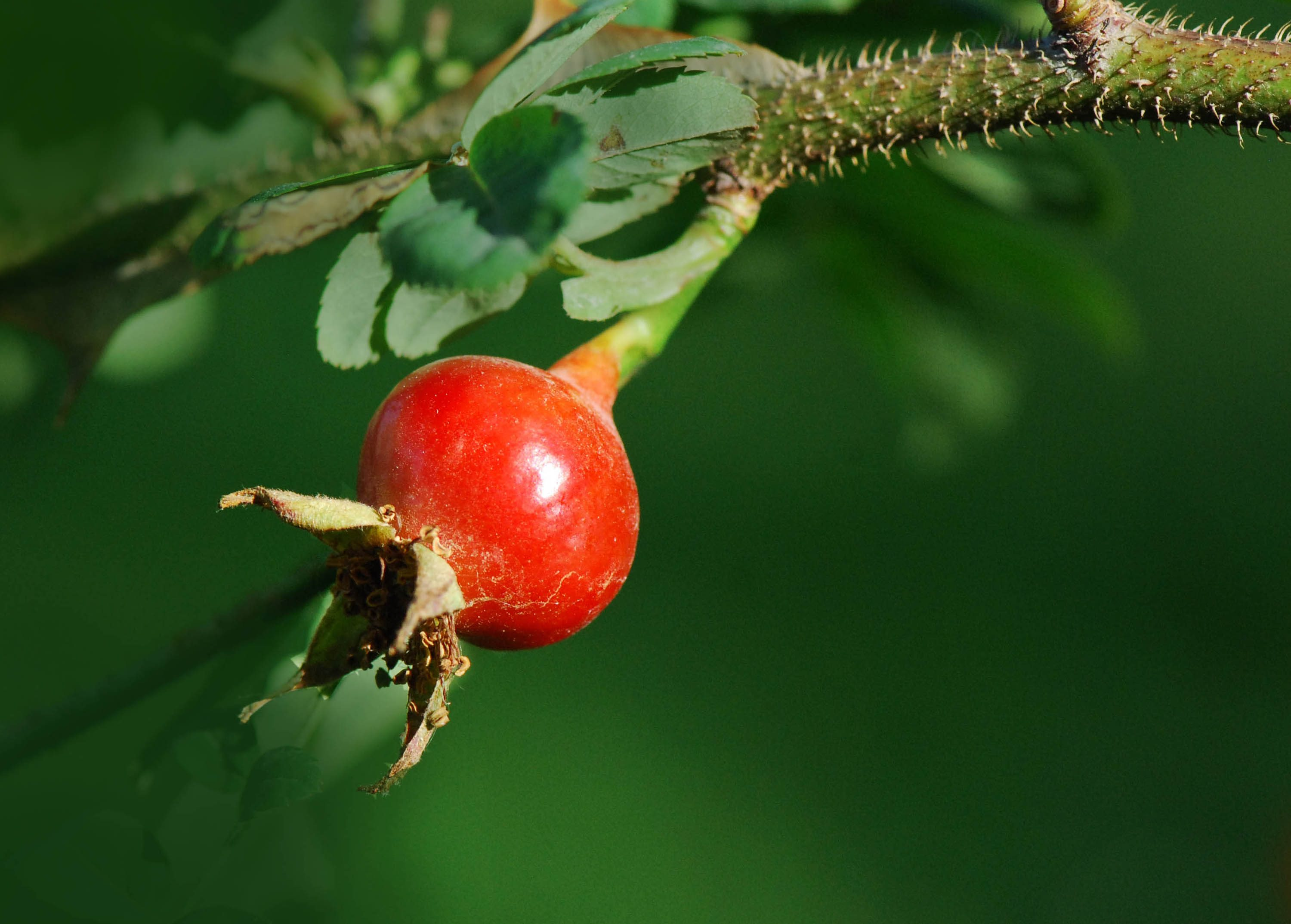
Fruit avec les 4 sépales persistants.